# Хакаски език
Хакаският език е сибирски тюркски език, който се говори на територията на автономните руски републики Хакасия и Тува. Хакасите наброяват 78 500 души, от които 60 168 говорят хакаски език, повечето владеят и руски език. Езикът е създаден въз основата на няколко тюркски говора: сагайски, качински, койбалски, белтирски и къзълски по времето на СССР. Имената на диалектите произлизат от имена на бивши окръзи, а не на езикови или етнически групи. По-рано хакасите са наричали езика си тадар тили, т.е. „татарски език“.
Шорският език, понякога смятан за хакаски диалект, се говори от шорците, които живеят в Кемеровска област.
Първите сведения за хакаския език са от средата на 19 век. Финският езиковед Матиас Кастрен, пътувайки през Средна и Северна Азия между 1845 и 1849 г., съставя труд върху койбалския диалект и записва народен епос. Вилхелм Радлоф обикаля южен Сибир от 1859 до 1870 и съставя четиритомен речник и десет тома с тюркски текстове. Вторият том съдържа материали на хакаски език с преводи на немски език. Деветият том съдържа руски преводи, подготвени от ученика на Радлоф, Катанов, който е хакас.
Книжовният хакаски език се развива едва след 1917 година и е създаден въз основа на сагайския и качинския диалект. Останалите диалекти биват постепенно претопени от главните диалекти.

## Писменост
През 1924 се въвежда вариант на кирилицата, заменен през 1929 от латиница и после през 1939 отново от кирилица. Използват се всички букви от руската кирилска азбука и няколко допълнителни букви: /ғ/, /i/, /ң/, /ӧ/, /ӱ/, /ӌ/.

## Граматични особености

### Фонетика
В хакаския език има 17 гласни, вкл. дълги, и 24 съгласни. В думите със заднореден гласеж (/а/, /о/, /у/, /ы/) съгласните са винаги твърди, а думите с преднореден гласеж (/е/, /i/, /ӧ/, /ӱ/) – винаги меки.
Ударението е експираторно, обикновено пада на последната сричка.

### Речников състав
Една от особеностите на хакаската лексика е своеобразието от думи, характеризиращи
- диви и домашни животни: алабарыс „лъв“, асхыр „жребец“, öрке „съсел“, пызо „теле“, сосха „свиня“, тиин „белка“, алас „кълвач“, кööк „кукувица“, таңах „кокошка“, хара хус „орел“, харға „гарга“, ылачин „сокол“, аар „пчела“, сеек „муха“, хымысха „мравка“ и др.
- растения: киндір „коноп“, муксун „лук“, тирек „топола“, харағай „бор“, хумнах „шишарка“ и др.
- природни явления: миндір „град“, пораан „вихър“, тигір „небе“, чазы „степ“, чылтыс „звезда“, Иир Солбаны „Венера“, чыс „гора“ и др.

Хакаският език се отличава от повечето тюркски езици с почти пълното отсъствие на арабо-ирански заемки. Чуждите заемки са предимно от монголски и руски. Монголски заемки са най-многобройни и включват понятия като: орчых „вретено“, öрге „дворец“, харачах „ковчег“, хазаа „двор“ и др. Руски заемки са понятия като: ыстан „панталони“, пилке „вилица“, санабар „самовар“, чайник, коллектив, совхоз и др. Незначителното количество арабски и персийски лексеми са проникнали в хакаския език чрез посредничеството на татари-търговци, понеже се отнасят преди всичко до парично-стоковия обмен: мал „добитък“, араға „вино“, сабын „сапун“, паа „цена“, хабар „вест“, худай „бог“.

### Сравнение с други тюркски езици
| български | хакаски | турски     | татарски | казахски | узбекски | якутски     | чувашки      |
| --------- | ------- | ---------- | -------- | -------- | -------- | ----------- | ------------ |
| глава     | пас     | baş        | баш      | баш      | бош      | бас         | пуç          |
| нос       | пурун   | burun      | борын    | мұрың    | бурун    | мурун       | -            |
| ръка      | хол     | kol        | кул      | қол      | қўл      | хол         | хул „рамо“   |
| крак      | азах    | ayak       | аяк      | аяқ      | оёқ      | атак        | ура          |
| кръв      | хан     | kan        | кан      | қан      | қон      | хаан        | юн           |
| лице      | чÿс     | yüz        | йөз      | жүз      | –        | сүүс „чело“ | çăвар „уста“ |
| път       | чол     | yol        | юл       | жол      | йўл      | суол        | çул          |
| земя      | тобырах | toprak     | туфрак   | топырақ  | тупроқ   | –           | тăпра        |
| луна      | ай      | ay         | ай       | ай       | ой       | ый          | уйăх         |
| пепел     | кÿл     | kül        | көл      | күл      | кул      | күл         | кĕл          |
| вода      | суғ     | su         | сыв      | су       | сув      | уу          | шыв          |
| дъжд      | наңмыр  | yağmur     | яңгыр    | жаңбыр   | ёмғир    | самыыр      | çумар        |
| дърво     | ағас    | ağaç       | агач     | ағаш     | ёғоч     | мас         | йывăç        |
| яйце      | нымырха | yumurta    | йомырка  | җұмыртқа | –        | сымыыт      | çăмарта      |
| бял       | ах      | ak         | ак       | ақ       | оқ       | –           | -            |
| черен     | хара    | kara       | кара     | қара     | қора     | хара        | хура         |
| червен    | хызыл   | kızıl      | кызыл    | қызыл    | қизил    | кыhыл       | хĕрлĕ        |
| син       | көк     | gök „небе“ | күк      | көк      | кўк      | күөх        | кăвак        |
| дебел     | симіс   | semiz      | семиз    | семіз    | семиз    | эмис        | самăр        |